# Nephrolepis cordifolia
El helecho serrucho (Nephrolepis cordifolia) es una especie que ha sido ubicada en diversas familias, como Dryopteridaceae, Davalliaceae y Nephrolepidaceae, esto dependiendo del autor o clasificación. El nombre del género Nephrolepis se deriva del griego y hace referencia a las escamas en forma de riñón de la planta, mientras que la especie hace referencia a la forma de las hojas.

## Clasificación y descripción
Planta terrestre; rizomas erectos, estelíferos a menudo con tubérculos; peciolos de 9 a 18 cm de largo; frondas firmes, herbáceas, linear-elípticas; pinnas angostamente delatadas, ápices agudos, bases desiguales lo que hace que la erosión disminuya

## Distribución
En México se ha colectado en Chiapas, Ciudad de México, Estado de México, Oaxaca, Puebla y Veracruz; ocurre también en Estados Unidos, Guatemala, Honduras, Panamá, Perú, Brasil y en los trópicos del Viejo Mundo. Esta especie probablemente no es nativa de México.

## Ambiente
Es de ambiente terrestre y habita en bosques de diversos tipos.

## Estado de conservación
En México se le considera bajo la categoría de “En Peligro de Extinción” (P) según la NOM-059-SEMARNAT-2010, mientras que la especie no ha sido evaluada por la Lista Roja de especies amenazadas de la IUCN. Ni en CITES (Convención sobre el Comercio Internacional de Especies Amenazadas de Fauna y Flora Silvestres).